# سالوميه زورابيشفيلي
سالوميه زورابيشفيلي (بالفرنسية: Salomé Zourabichvili) (وُلدت في 18 مارس/آذار 1952) هي سياسية جورجية وُلدت في فرنسا. تولت منصب وزيرة الخارجية في جورجيا من 2004 إلى 2005 كماعملت دبلوماسية في السفارة الفرنسية. تشغل حاليًا منصب الرئيس الخامس لجورجيا، منذ ديسمبر 2018. وهي أول امرأة يتم انتخابها كرئيسة لجورجيا.

## السيرة الذاتية
وُلدت زورابيشفيلي في باريس في 18 مارس/آذار 1952 لعائلة من المهاجرين السياسيين الجورجيين. التحقت بأكثر جهات الدراسة رقيًا في فرنسا مثل معهد الدراسات السياسية في باريس. بدأت في الدراسة للحصول على درجة الماجيستير في جامعة كولومبيا في نيويورك في العام الدراسية 1972-1973. ولكن لم تكمل دراستها والتحقت بالسفارة الفرنسية في 1974 لتصبح دبلوماسية. عملت في روما، والأمم المتحدة، وبلجيكا، وواشنطن وغيرها من الأماكن. زارت زورابيشفيلي جورجيا لأول مرة عام 1986 أثناء عطلة من عملها في السفارة الفرنسية في واشنطن.
ترأست سالوميه زورابيشفيلي قطاع القضايا الاستراتيجية والدولية في الأمانة العامة للدفاع الوطني الفرنسي في الفترة من 2001 إلى 2003. ثم عُينت سفيرة فرنسا في جورجيا في 2003.

## روابط خارجية
- سالوميه زورابيشفيلي على موقع IMDb (الإنجليزية)
- سالوميه زورابيشفيلي على موقع IMDb (الإنجليزية)
- سالوميه زورابيشفيلي على موقع مونزينجر (الألمانية)